# راي كوبر
راي كوبر (بالإنجليزية: Ray Cooper)‏ هو موسيقي وطبال بريطاني، ولد في 19 سبتمبر 1942 في واتفورد في المملكة المتحدة.

## وصلات خارجية
- راي كوبر على موقع IMDb (الإنجليزية)
- راي كوبر على موقع قاعدة بيانات الأفلام العربية
- راي كوبر على موقع ألو سيني (الفرنسية)
- راي كوبر على موقع ميوزك برينز (الإنجليزية)
- راي كوبر على موقع أول موفي (الإنجليزية)
- راي كوبر على موقع قاعدة بيانات الأفلام السويدية (السويدية)
- راي كوبر على موقع أول ميوزيك (الإنجليزية)
- راي كوبر على موقع أول ميوزيك (الإنجليزية)
- راي كوبر على موقع ديسكوغز (الإنجليزية)
- راي كوبر على موقع قاعدة بيانات الفيلم (الإنجليزية)